# کروممکو سایکلاپس
کرومِمکو سایکلاپس، که در سال ۱۹۷۵ توسط کروممکو معرفی شد، اولین دوربین تجاری تمام دیجیتال با استفاده از سنسور تصویر دیجیتالی نیم‌رسانا فلز-اکسید (MOS) بود. همچنین این اولین دوربین دیجیتال بود که با یک ریزرایانه در تعامل بود. حسگر دیجیتالی دوربین به ۱ کیلوبیت تراشه حافظه RAM (DRAM) پویا اصلاح شده‌است که وضوح ۳۲ × ۳۲ پیکسل (۰٫۰۰۱ مگاپیکسل) را ارائه می‌دهد.